# Gore blanc
Pour les articles homonymes, voir gore.

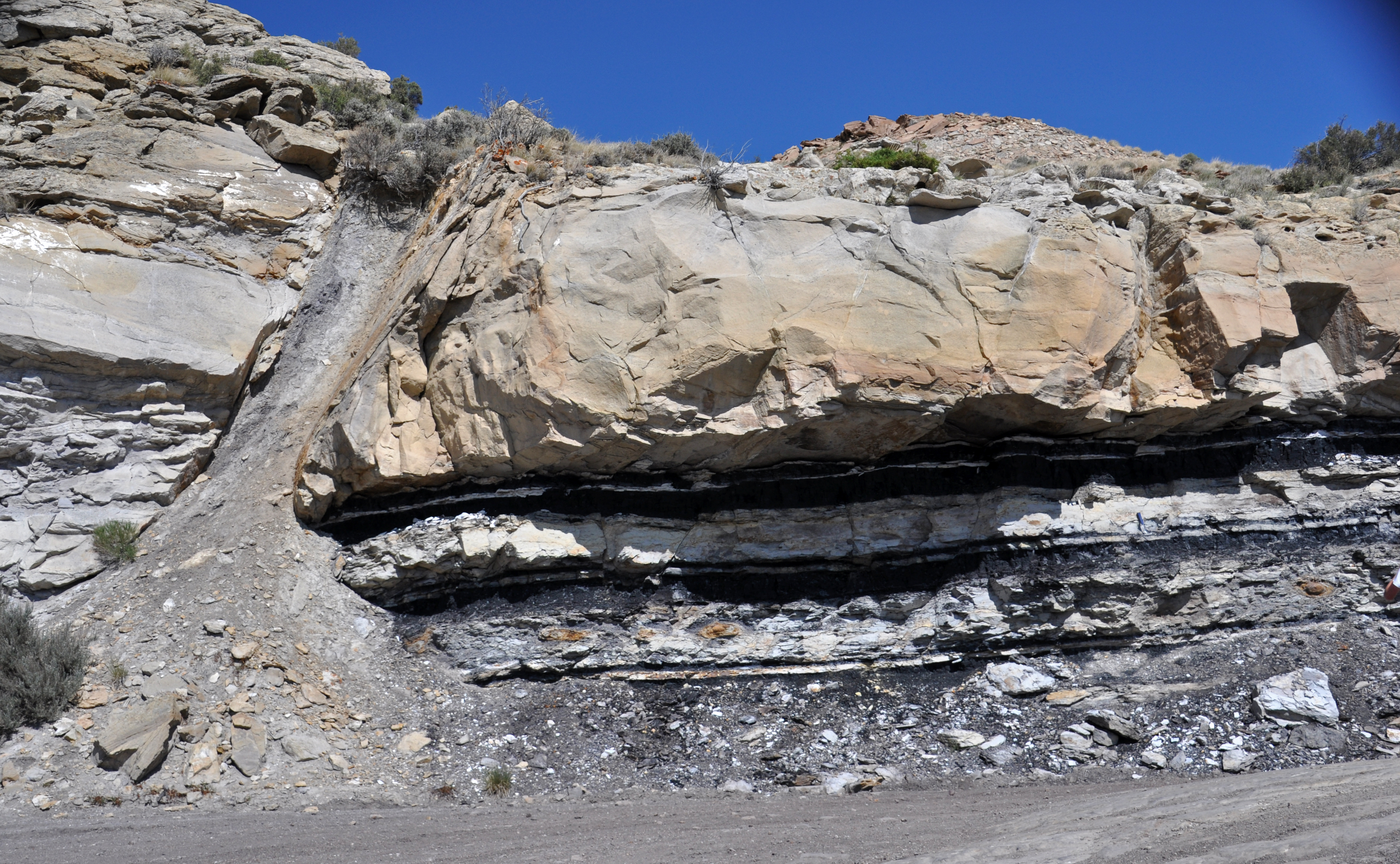
Banc gréseux reposant sur une alternance de niveau de tonstein (blanc) et de charbon (sombre), formation de Rock Springs (à l'est de Superior, Wyoming).

Le gore blanc est une roche sédimentaire argileuse, peu plastique, blanc grisâtre, beige ou brun clair, à cassure conchoïdale. Il est principalement constitué de kaolin et de leverrierite,. On le désigne souvent par son nom allemand, tonstein.

## Étymologie
Gore est un terme du centre de la France, qui désigne les arènes résultant de l'altération des roches cristallines.
Tonstein, également utilisé en anglais, est un mot allemand signifiant « roche d'argile » (de Ton (« argile ») et Stein (« roche »)).

## Origine
La présence régulière de phénocristaux résiduels indique que le gore blanc se forme par altération diagénétique de cendres volcaniques dans un environnement acide et à faible salinité, plausiblement un marais d'eau douce,. Dans un environnement marin, l'altération d'un dépôt de cendres volcaniques  produit plutôt une couche de bentonite.